# پلاشاید
پلاشاید (به آلمانی: Plascheid) یک شهر در آلمان است که در بیتبورگ-پروم واقع شده‌است.